# Honshu
Honshū (本州 Honshū, "hovedlandet") er den største ø i Japan med et areal på 227.940 km2, 230.426 km2
, hvilket er omkring 60% af Japans totale areal. Øen har 104.000.000 (2010) indbyggere.
På Honshū ligger blandt andre hovedstaden Tokyo og byerne Yokohama, Kyoto, Kobe, Hiroshima og Nagano. Størstedelen af Japans befolkning bor på Honshū.
Øen er verdens syvendestørste ø, og den næstmest befolkede, efter Java.